# Concentrazione analitica
La concentrazione analitica di un soluto è la somma delle concentrazioni delle specie a cui dà luogo. Viene anche detta concentrazione totale.
Per un generico soluto A viene indicata come CA.
La concentrazione analitica si può esprimere con il bilancio di massa: dalla legge di conservazione della massa si ricava la relazione con le concentrazioni all'equilibrio delle specie che si formano in soluzione.
Nel caso dell'acido solfidrico:
H2S ⇋ HS− + H+
HS− ⇋ S2− + H+
CH2S = [H2S] + [HS−] + [S2−]
Ovvero la somma delle concentrazioni all'equilibrio dell'acido indissociato, della base coniugata dovuta alla prima dissociazione e l'acido completamente dissociato (l'anione solfuro).
Per i sali completamente solubili si ha che la concentrazione analitica è uguale a quella dei suoi componenti. Considerando il cloruro di sodio:
NaCl → Na+(aq) + Cl−(aq)
CNaCl = CNa+ = CCl− = [Na+] = [Cl−]